# Talbot-Lago Type 26 Grand Sport

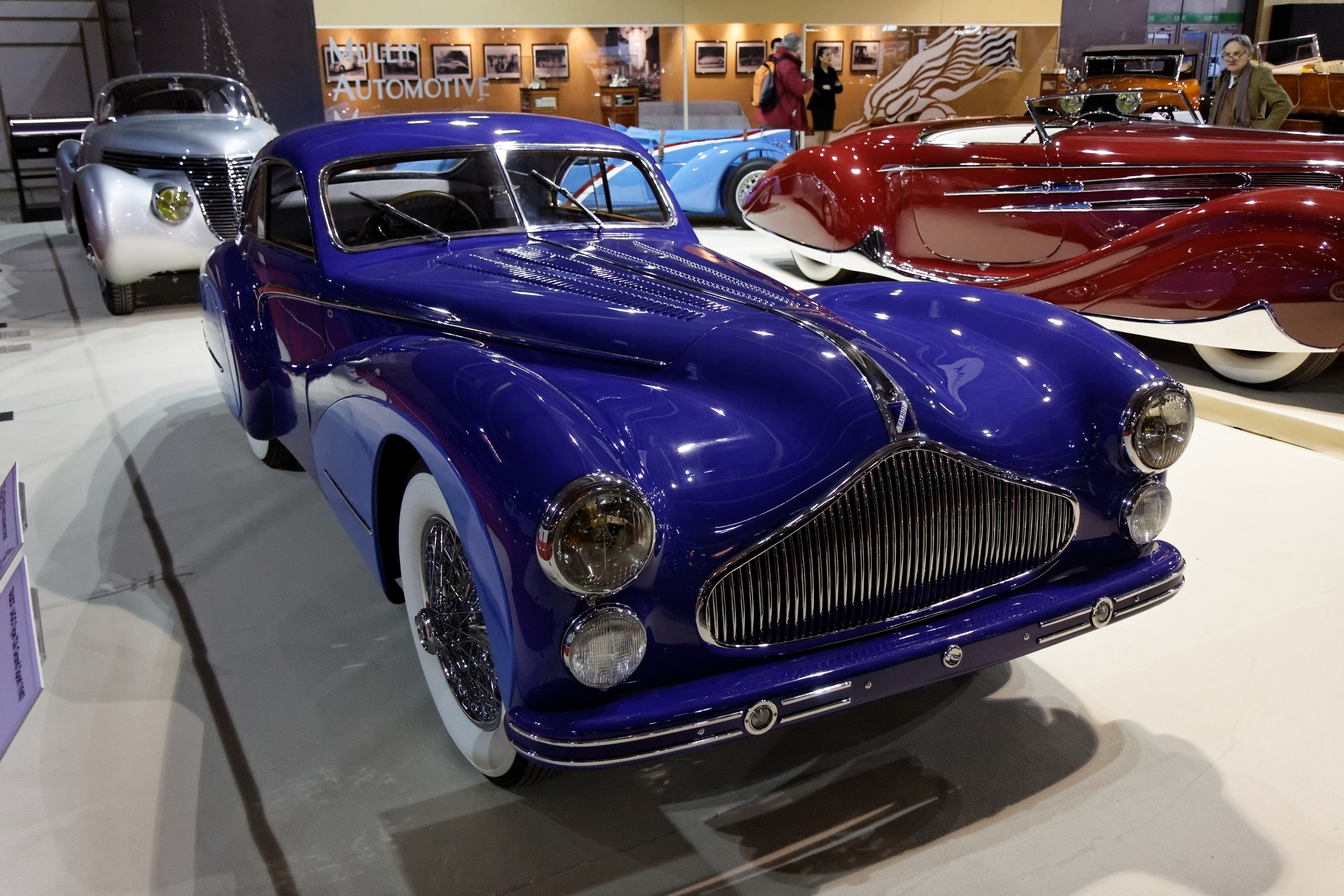
Talbot-Lago Type 26 Grand Sport, Baujahr 1947

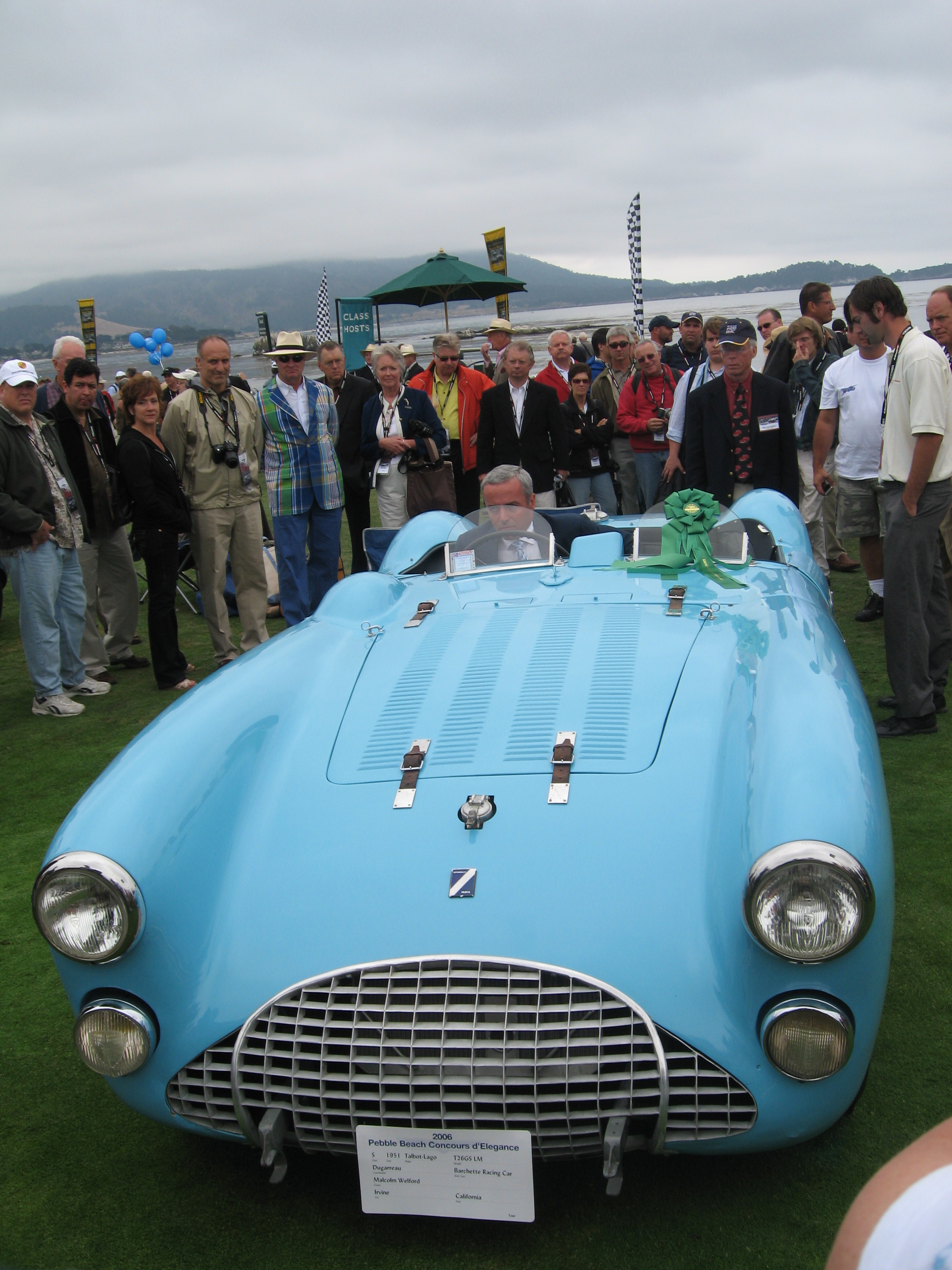
Talbot-Lago Type 26 Grand Sport wie er von Pierre Levegh beim 24-Stunden-Rennen von Le Mans 1952 gefahren wurde

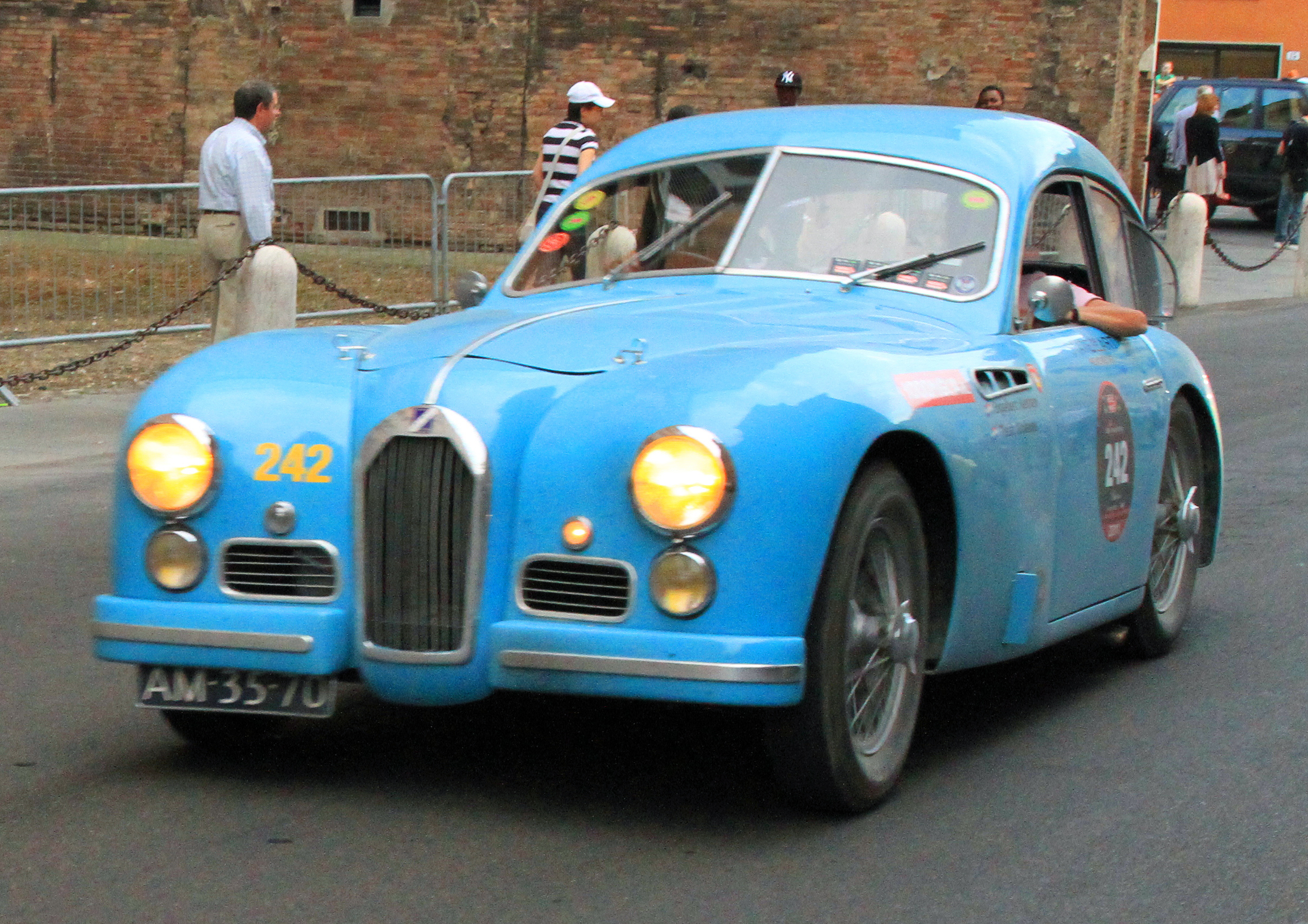
Grand Sport Coupé bei der Mille Miglia 2011; André Chambas und André Morel wurden 1950 in einem Coupé 13. in Le Mans

Der Talbot-Lago Type 26 Grand Sport, auch Talbot-Lago T26 Grand Sport, bzw. Talbot-Lago Grand Sport war ein Sportwagen, der 1947 von Talbot-Lago vorgestellt und bis Mitte der 1950er-Jahre gebaut wurde.

## Begriffsklärung und Entwicklungsgeschichte
In vielen Publikationen zum Thema Sportwagensport werden unter der Bezeichnung Talbot-Lago T26GS Fahrzeuge genannt, die wenig miteinander gemein haben. Allerdings steckt in der Typenbezeichnung von Talbot großes Verwechslungspotential, da dort sowohl Monopostos wie Sportwagen, Straßenfahrzeuge und Rennwagen dieselbe Bezeichnung erhielten. Eine dieser falschen Zuordnungen ist die Eingliederung des Siegerwagens der 24 Stunden von Le Mans 1950 als GS bzw. Grand Sport. Louis Rosier und sein Sohn Jean-Louis hatten damals einen T26-Grand-Prix-Wagen durch das Anbringen von Kotflügel, Beleuchtung und Windschutz zum Sportwagen gemacht.
Der erste „echte“ Type 26 Grand Sport entstand 1947 und war der zweite Talbot-Lago-Typ nach dem Ende des Zweiten Weltkriegs. 1935 hatte der in Venedig geborene Franco-Italiener Anthony Lago die aus einer Fusion aus Talbot-Darracq und Sunbeam geschaffene zahlungsunfähige STD-Gruppe übernommen. Lago reorganisierte das Unternehmen und lagerte den Karosseriebau aus. Während der Zusammenarbeit mit den französischen Karosserieherstellern Pourtout, Figoni & Falaschi, Chausson, Saoutchik und Ateliers Henri Chapron entstanden schon in den 1930er-Jahren formschöne Limousinen und Sportwagen. 
Nach dem Zweiten Weltkrieg wurde diese Produktionsform fortgesetzt. Für die 36 gebauten Grand-Sport-Straßenwagen lieferte Talbot-Lago nur die Fahrgestelle, die Antriebstechnik, den Motor und das Getriebe. Die Karosserien wurden ausschließlich von den genannten Herstellern, größtenteils nach speziellen Kundenwünschen, gebaut. Daher gleicht keiner der Grand Sport äußerlich dem anderen. Heute gehören die erhaltenen Fahrzeuge zu den hochpreisigen historischen Fahrzeugen. Nicht selten gewinnen Grand Sports diverse Concours d’Elegance.
In ihrer Zeit galten die Grand Sports neben ihrer Eleganz vor allem als leistungsstarke Fahrzeuge. Die 6-Zylinder-Reihenmotoren leisteten in der letzten Ausbaustufe 195 PS. Die Höchstgeschwindigkeit wurde mit 200 km/h angegeben.

## Renngeschichte
Den ersten Renneinsatz 1952 hatte der Grand Sport beim Coupes de Vitesse. Lucien Vincent beendete das Rennen an der sechsten Stelle der Gesamtwertung. Beim siegreichen T26GS-Fahrgestell mit der Nummer 110059 von Jean Blanc handelte sich um einen der umgebauten Grand-Prix-Wagen. Das galt auch für die 1950 und 1951 gefahrenen Fahrgestelle 110055, 11056, 11057 und 110058. Ausnahme war das 1950 in Le Mans gefahrene Coupé von André Chambas und André Morel, ein Grand Sport, mit dem die beiden Franzosen Dreizehnte in der Gesamtwertung wurden. 
Alle zum 24-Stunden-Rennen von Le Mans 1952 gemeldeten T26GS waren Grand Sport. Während Chambas und Morel mit ihrem Kompressor-Grand-Sport Gesamtneunte wurden, fielen alle anderen drei Fahrzeuge, die von Pierre Levegh/René Marchand, Eugène Chaboud/Charles Pozzi und Pierre Meyrat/Guy Mairesse gefahren wurden, aus. Besonders dramatisch verlief dabei das Rennen von Pierre Levegh. Zur Halbzeit des Rennens übernahm er den ersten Platz der Gesamtwertung. Was darauf folgte, ging als eine der größten fahrerischen Leistungen in die Geschichte von Le Mans ein. Zum Zeitpunkt des Führungswechsels saß Levegh bereits seit mehr als 12 Stunden ununterbrochen im Fahrzeug und räumte das Cockpit auch bis zum Ausfall nicht. Warum Levegh seinen Partner Marchand nicht ans Steuer ließ, ist bis heute unklar. Bei jedem Boxenstopp stand Marchand zum Fahrerwechsel bereit, aber Levegh fuhr immer unbeirrt weiter. Vermutet wird, dass Levegh befürchtet hatte, der unerfahrene Marchand könnte den schon angeschlagenen Motor überdrehen. Letztlich führte aber ein Motorschaden zum Ausfall, eine Stunde und 10 Minuten vor dem Rennende. 
1953 wurde Levegh zusammen mit Pozzi Achter in Le Mans. Bei vielen weiteren Rennen bleibt es unklar, ob es die Grand-Prix-Wagen oder echte Grand Sport waren.